# Raymond Franz
Raymond Franz, född 1922, död den 2 juni 2010, var medlem av Jehovas vittnens "Styrande krets" från 1971 till 1980. Franz har skrivit två detaljerade böcker, Crisis of Conscience (Samvetskris på svenska) och In search of Christian Freedom. I Samvetskris berättar han hur det fungerar i den högsta ledningen och hur besluten fattas. Han berättar också om sitt avhopp i boken.

## Franz tidiga liv
Raymond Franz uppfostrades som ett tredje generationens Jehovas vittne och en stor del av hans familj var vittnen. Hans farbror Frederick Franz var tongivande i rörelsens utveckling och läror, och var en framstående medlem tills han dog 1992, då som sällskapet Vakttornets ordförande. Fadern döptes 1913 som en "bibelforskare", som de hette innan de tog sig namnet Jehovas vittnen 1931. Raymond Franz blev själv döpt 1939 och från 1940 arbetade han heltid i distrikt som sällskapet ansåg hade extra behov.

## Åren som missionär
1944 gick Raymond ut Gileadskolan (sällskapets skola för missionärer) och tjänade tillfälligt organisationen som resande tillsyningsman i USA innan han fick ett missionärsuppdrag i Puerto Rico 1946. Franz blev representant i hela karibien för Jehovas Vittnen och reste till Jungfruöarna och Dominikanska republiken, åtminstone till 1957 när Jehovas Vittnen blev förbjudna i Dominikanska republiken av diktatorn Rafael Trujillo. När han var 37 så gifte han sig med Cynthia som slog följe med honom på hans missionsresor efter 1959. De återvände till Dominikanska republiken 1961 och stannade där i 4 år till.